# Reussirella
Reussirella is een geslacht van mosdiertjes uit de  familie van de Cupuladriidae en de orde Cheilostomatida. De wetenschappelijke naam van het geslacht werd in 1984 voor het eerst geldig gepubliceerd door Baluk & Radwanski.

## Soorten
- Reussirella doma (d'Orbigny, 1853)
- Reussirella indica (Cook, 1965)
- Reussirella lagaaiji (Cadee, 1975)
- Reussirella multispinata (Canu & Bassler, 1923)
- Reussirella owenii (Gray, 1828)
- Reussirella pyriformis (Busk, 1854)